# Berengier Trobel
Berengier Trobel, o Berenguier Trobel (fl. 1275), è stato un trovatore e cittadino di Rodez.
Del suo corpus poetico ci restano solo due cansos. Oltre a queste e ai canzonieri che le contengono, Berengier appare in due documenti di Rodez del 1275, in entrambi come testimone. 
Una delle sue cansos è un attacco all'amore, l'altra riguarda i doveri del vero amore. 